# Arabizmy w języku niemieckim

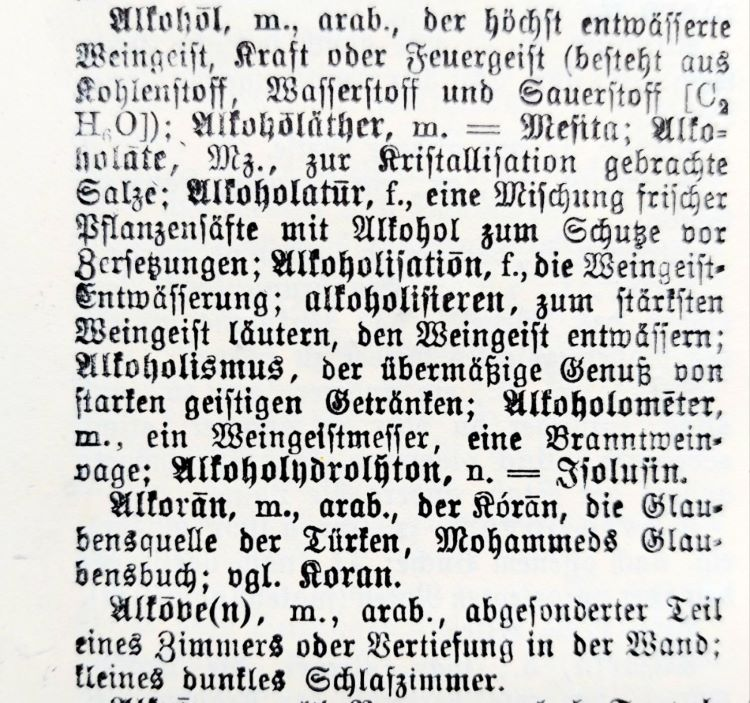
Arabizmy w słowniku objaśniająco-zniemczającym Friedricha Erdmanna Petriego z roku 1929

Arabizmy w języku niemieckim – wyrazy w języku niemieckim zapożyczone z języka arabskiego, często za pośrednictwem innych języków.

## Tło historyczno-kulturowe
Kontakty pomiędzy światem arabsko-islamskim a cywilizacją europejską sięgają wczesnego średniowiecza. Od początku VIII w. niemalże cała Hiszpania była częścią kalifatu z siedzibą w Damaszku. Cordoba, Grenada w Hiszpanii, ale też Sycylia, były ważnymi ośrodkami arabskiej kultury i nauki. Osiągnięcia uczonych arabskich wyprzedzały o stulecia osiągnięcia badaczy kontynentalnej Europy. Dotyczyło to m.in. botaniki, chemii (alchemii), matematyki. Arabscy uczeni  stworzyli fundamenty badań w dziedzinie astronomii, bez których osiągnięcia Mikołaja Kopernika czy Johannesa Keplera byłyby niemożliwe – pisze Nabil Osman. Z drugiej strony Arabowie przetłumaczyli na swój język dzieła antycznych (głównie greckich) autorów, co pozwoliło zachować dla ludzkości ich dorobek.
Zetknięcie z kulturą i nauką arabską miało wpływ na słownictwo w krajach europejskich pozostających w zasięgu kultury arabsko-islamskiej. Stąd też w języku francuskim, włoskim czy hiszpańskim znajduje się wiele zapożyczeń z języka arabskiego. Niektóre z nich przyszły za pośrednictwem łaciny, gdyż prace arabskich autorów, m.in. z dziedziny medycyny, były tłumaczone na język łaciński. Arabizmy funkcjonujące w języku francuskim czy hiszpańskim z czasem dotarły też do Niemiec.
Stąd też większość arabizmów w języku niemieckim to zapożyczenia pośrednie. O ile w dawniejszych słownikach wyrazów obcych, w tym w słownikach zniemczających, były one oznaczone jako arabizmy, bez podania języków pośredniczących, obecnie traktowane są jako bezpośrednie zapożyczenia z innych języków i pośrednie zapożyczenia z arabskiego. Mówi się o liczbie  290 do 350 arabizmów w języku niemieckim, włączając w to zapożyczenia pośrednie

## Przykłady
Niektóre przykłady arabizmów niemieckich – z datą pojawienia się danego wyrazu w języku niemieckim (głównie na podstawie słownika etymologicznego Kluge 1999):
Pośrednictwo francuskie:
- Admiral, XII w., Moschee, XIV w., Alkove, Chiffre, Mufti, Tarif, XVII w., Minarett, XVIII w., Razzia, XIX w.

Pośrednictwo włoskie:
- Baldachin, XIV w., Arsenal, XV w., Moslem, Sultan, Zenith, XVI w., Talisman, XVII w.

Pośrednictwo hiszpańskie:
- Alkohol, Jasmin, XVI w., Soda, XVIII w.

Pośrednictwo łaciny:
- Balsam, XI w., Sirup, XII w., Ziffer, XIV w., Algebra, XV w., Chemie, XVII w.

Bezpośrednie zapożyczenie z języka niderlandzkiego to Almanach (XV w..),  a z tureckiego: Harem (XVIII w.).